# Вишнєваць (Осієк)
45°34′ пн. ш. 18°37′ сх. д. / 45.56° пн. ш. 18.61° сх. д.
Вишнєваць (хорв. Višnjevac) — населений пункт у Хорватії, в Осієцько-Баранській жупанії у складі міста Осієк.

## Населення
Населення за даними перепису 2011 року становило 6680 осіб.
Динаміка чисельності населення поселення:

## Клімат
Середня річна температура становить 11,06 °C, середня максимальна – 25,55 °C, а середня мінімальна – -6,14 °C. Середня річна кількість опадів – 652 мм.
| Клімат поселення                              | Клімат поселення | Клімат поселення | Клімат поселення | Клімат поселення | Клімат поселення | Клімат поселення | Клімат поселення | Клімат поселення | Клімат поселення | Клімат поселення | Клімат поселення | Клімат поселення | Клімат поселення |
| Показник                                      | Січ.             | Лют.             | Бер.             | Квіт.            | Трав.            | Черв.            | Лип.             | Серп.            | Вер.             | Жовт.            | Лист.            | Груд.            |                  |
| Середній максимум, °C                         | 5,73             | 7,87             | 12,52            | 17,15            | 22,46            | 25,55            | 25,29            | 24,96            | 20,84            | 15,43            | 9,38             | 5,47             |                  |
| Середня температура, °C                       | −0,21            | 1,92             | 6,60             | 11,20            | 16,54            | 19,63            | 21,21            | 20,90            | 16,78            | 11,37            | 5,30             | 1,40             |                  |
| Середній мінімум, °C                          | −6,14            | −3,98            | 0,66             | 5,28             | 10,60            | 13,69            | 17,19            | 16,82            | 12,70            | 7,30             | 1,25             | −2,67            |                  |
| Норма опадів, мм                              | 42               | 36               | 41               | 51               | 61               | 81               | 63               | 61               | 50               | 56               | 61               | 49               |                  |
| Середньомісячна швидкість вітру, м/с          | 2.40             | 2.60             | 2.90             | 2.80             | 2.50             | 2.30             | 2.20             | 2.04             | 2.00             | 2.20             | 2.30             | 2.40             |                  |
| Середньомісячна сонячна радіація, кДж/м²·день | 4216             | 6905             | 10876            | 15462            | 19320            | 21621            | 22182            | 20416            | 14946            | 9365             | 4779             | 3501             |                  |
| --------------------------------------------- | ---------------- | ---------------- | ---------------- | ---------------- | ---------------- | ---------------- | ---------------- | ---------------- | ---------------- | ---------------- | ---------------- | ---------------- | ---------------- |
| Джерело:                                      |                  |                  |                  |                  |                  |                  |                  |                  |                  |                  |                  |                  |                  |